# Ninjatō

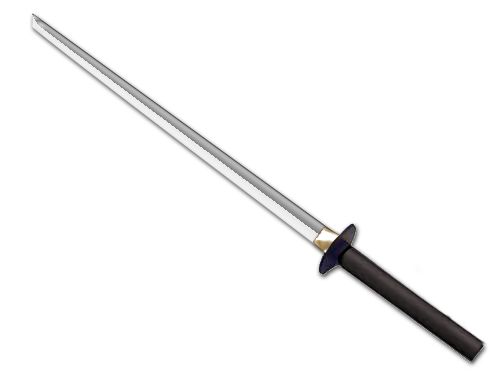
Un ninjatō.

El ninjatō (忍者刀?), también conocido como ninjaken (忍者剣?) o shinobigatana (忍刀?) que pertenece a la cultura de los japoneses siendo un arma muy importante y reconocida por ser usada por los ninjas de la antigua era, el nombre más común del sable que un ninja portaría. Según el libro Ninjutsu History and Tradition de Masaaki Hatsumi estos sables tendrían cierta variedad de formas y tamaños. De cualquier manera, normalmente eran más cortos que la katana daito, tradicionalmente usada por el samurái del Japón feudal.
El ninjatō típico sería un wakizashi o espada corta con empuñadura y saya de katana, lo que inducía en el oponente un error de cálculo en cuanto al tiempo que requeriría desenvainar el arma permitiendo una técnica de battoujutsu más veloz de lo previsible. Además, su tamaño otorgaba frente a la katana cierta ventaja en el combate en espacios cerrados o pequeños. Además servía para disimular el arma (que podría servir para identificar a su portador como ninja) como un sable común. El espacio extra en la vaina podía ser usado además para guardar o esconder objetos pequeños.
El ninjatō moderno es habitualmente recto con un tsuba (guardamano) cuadrado, pero no es históricamente fiel. De acuerdo con el mismo libro de Masaaki Hatsumi, el sable ninja solo era "recto" en comparación con el promedio de la época que eran mucho más curvadas, pero manteniendo cierta curvatura.
El ninjatō también era utilizado para excavar y escalar. La vaina en ocasiones era usada para respirar bajo el agua o tener algún veneno que soplar como una cerbatana. El ninjatō se podía complementar con una cadena que se utilizaba para recogerlo después de ser utilizado como apoyo al escalar una pared.